# Lake Navarino
Lake Navarino är en sjö i Australien. Den ligger i delstaten Western Australia, omkring 100 kilometer söder om delstatshuvudstaden Perth. Lake Navarino ligger 211 meter över havet. Arean är 1,1 kvadratkilometer. Den sträcker sig 2,0 kilometer i nord-sydlig riktning, och 2,3 kilometer i öst-västlig riktning.
I omgivningarna runt Lake Navarino växer huvudsakligen savannskog. Runt Lake Navarino är det mycket glesbefolkat, med 4 invånare per kvadratkilometer. Genomsnittlig årsnederbörd är 943 millimeter. Den regnigaste månaden är september, med i genomsnitt 174 mm nederbörd, och den torraste är februari, med 9 mm nederbörd.